# Liplje (Ljig)
Pour les articles homonymes, voir Liplje.
Liplje (en serbe cyrillique : Липље) est un village de Serbie situé dans la municipalité de Ljig, district de Kolubara. Au recensement de 2011, il comptait 304 habitants.

## Démographie
| 1948 | 1953 | 1961 | 1971 | 1981 | 1991 | 2002 | 2011 |
| ---- | ---- | ---- | ---- | ---- | ---- | ---- | ---- |
| 690  | 725  | 656  | 601  | 516  | 428  | 372  | 304  |

|  |